# Truth Hurts
Truth Hurts, pseudonimo di Shari Watson (St. Louis, 10 ottobre 1971), è una cantante e cantautrice statunitense.

## Discografia
Album in studio
- 2002 – Truthfully Speaking
- 2004 – Ready Now

### Singoli
- 2002 - Addictive (Truth Hurts)